# 禁野火薬庫

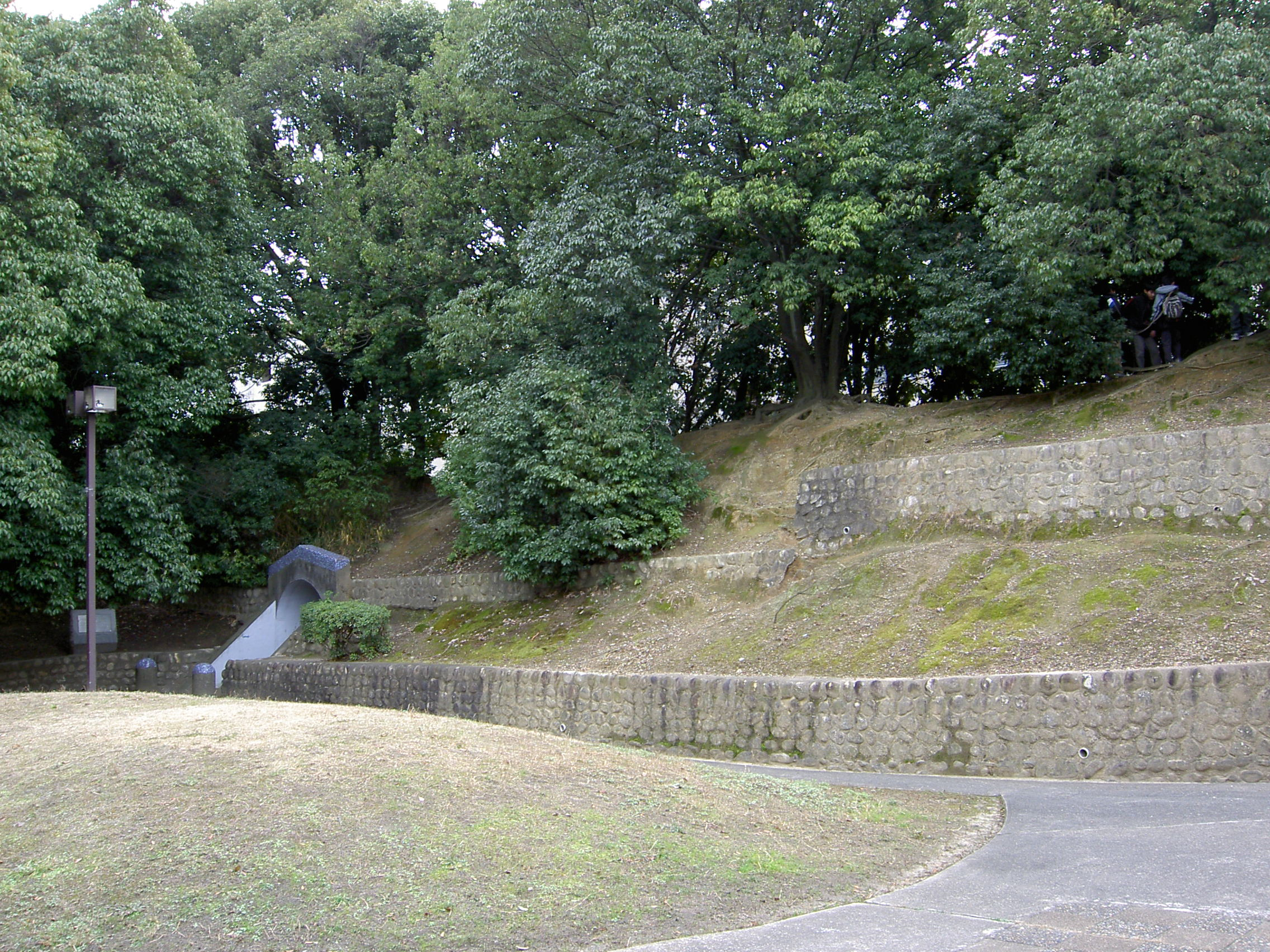
禁野火薬庫の土塁

禁野火薬庫（きんやかやくこ）とは、現在の大阪府枚方市禁野本町にあった日本陸軍の火薬庫の通称である。

## 概要
大村益次郎が構想、1896年10月に完成し、綿火薬庫、弾薬庫等の建物が20数棟建てられた。1933年には43ヘクタールの規模となる。1938年、禁野火薬庫に隣接して陸軍造兵廠大阪工廠枚方製造所が開設、砲弾・火薬製造の一大拠点となる。2度の爆発事故により、1940年には新しく開設した大阪陸軍兵器補給廠祝園支処へ一部の施設が移転された。
1956年跡地には中宮団地が造成された。現在は記念碑として火薬庫を囲んでいた延焼防止用の土塁が残されている。軍用鉄道跡は枚方市の愛称道路「中宮平和ロード」と名付けられ、軍用電柱や陸軍用地の石柱が保存されている。
枚方市立中央図書館1階平和資料室に禁野火薬庫の詳しい展示がある。

## 歴史
- 1896年10月 「砲兵第二方面本署禁野出張所」として開設。
- 1896年 「大阪陸軍兵器本廠禁野弾薬庫」に改称。
- 1903年 「大阪陸軍兵器支廠禁野弾薬庫」に改称。
- 1909年 大規模爆発事故発生。
- 1936年 「大阪陸軍兵器支廠禁野倉庫」に改称。片町線津田駅から専用線敷設。
- 1938年 隣接地に陸軍造兵廠大阪工廠枚方製造所が開設。
- 1939年 大規模爆発事故発生。
- 1940年 「大阪陸軍兵器補給廠枚方分廠」に改称。

## 大規模爆発（1回目）
1909年8月20日2時過ぎ、ダイナマイトの自然発火による爆発事故が発生した。10人が負傷し、約1,495戸の家屋が全半壊した。

## 大規模爆発（2回目）

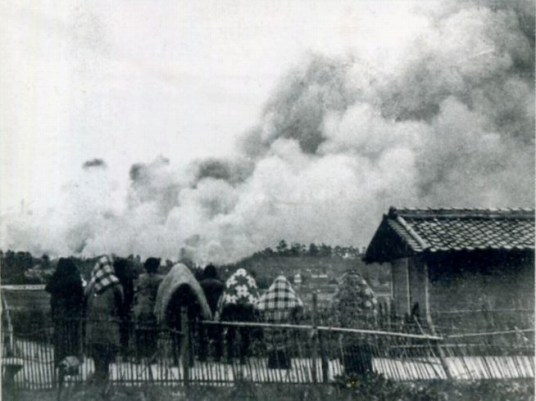
布団をかぶって爆発の様子を見ている住民たち

1939年3月1日14時45分、禁野火薬庫の第15号倉庫で砲弾解体中に不意に発火し、填薬弾（てんやくだん）に引火し、大爆発が起こった。その爆発音は京阪一帯に響きわたり、19時までに計29回の爆発を起こし、爆発による火災は3月3日の正午まで続いた。弾丸の破片は半径2キロにわたって飛散、禁野、中宮など近隣の家屋は延焼や衝撃のため全半壊したほか、
枚方、香里、御殿山、楠葉、橋本などの京阪沿線各町、淀川をへだてた（現在の高槻市、交野市）一帯の窓ガラス、戸障子などが壊れた。
また、殿山第一小学校は焼失した。
後に爆発の起こった3月1日は、1989年に枚方平和の日に制定された。

### 被害
- 死亡　94人
- 負傷　602人
- 家屋の全半壊　821戸
- 被災世帯　4425世帯

京阪電気鉄道京阪本線も降り注いだ砲弾破片などで送電線・電車線・電気供給施設が破損して運転不能となる。3月4日午後8時に運転再開するも、光善寺駅から牧野駅までの駅の再開は同月6日までずれ込んだ。

## 発掘調査
2004年、枚方市禁野本町で発掘調査が実施された。禁野火薬庫の南西部にあたり、1号～4号火工場、1号～2号乾燥火薬庫、火薬試験場、材料庫、1号未填薬弾丸庫、貯水池、土塁関連施設、軽便軌道、第29号～30号倉庫などが発見された 。